# Cass Gilbert
Cass Gilbert (Zanesville, 24 novembre 1859 – Brockenhurst, 17 maggio 1934) è stato un architetto statunitense.
Gilbert è stato un pioniere dei grattacieli. La sua tecnica di rivestimento di un telaio in acciaio divenne il modello per decenni.

## Opere
- Saint Paul Seminary, Saint Paul, Minnesota.
- Campidoglio di Saint Paul, Saint Paul, Minnesota, 1895–1905.
- Broadway–Chambers Building (277 Broadway), Manhattan, 1899–1900.
- Alexander Hamilton U.S. Custom House, Manhattan, 1902–1907.
- Essex County Courthouse, Newark, 1904
- Saint Louis Art Museum (Palace of the Fine Arts), Staint Louis, Missouri, 1904.
- 90 West Street, Manhattan, 1905–1907.
- Spalding Building, Portland, Oregon, 1911.
- Battle Hall, Austin, Texas, 1911.
- St. Louis Public Library, St. Louis, Missouri, 1912
- Woolworth Building, Manhattan, New York, 1913.[2][3]
- Fountain, Ridgefield, Connecticut, 1914–16.
- Fourth and Vine Tower, Cincinnati, Ohio, 1913
- Austin, Nichols and Company Warehouse, Williamsburg, Brooklyn, New York, 1915.
- 130 West 30th Street, "The Cass Gilbert", 1927–1928[4]
- The Seaside, Waterford, Connecticut, 1934.
- Quattro edifici all'Oberlin College, Oberlin, Ohio
- Palazzo della Corte suprema degli Stati Uniti d'America, Washington, D.C., 1935.

## Confusione con il nome C. P. H. Gilbert
Cass Gilbert è spesso confuso con Charles Pierrepont Henry Gilbert, un altro importante architetto dell'epoca. Cass Gilbert progettò il famoso grattacielo Woolworth Building a Broadway per Frank W. Woolworth, mentre la villa personale di Woolworth fu progettata da C. P. H. Gilbert. L'edificio dell'Istituto ucraino sulla Quinta Strada è opera di C. P. H. Gilbert e spesso erroneamente attribuito a Cass Gilbert.